# Eurodicautom

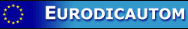
Eurodicautom

Eurodicautom  was de baanbrekende terminologie database van de Europese Commissie, gelanceerd in 1975 om vertalers en medewerkers te ondersteunen bij het beheren van meertalige terminologie. Het systeem, voortgekomen uit onderzoek naar computationele taalkunde aan de Université libre de Bruxelles, groeide uit tot een van de eerste grootschalige digitale terminologiesystemen. Aanvankelijk omvatte het zes talen, maar breidde het uit naar elf talen (plus Latijn voor wetenschappelijke namen) naarmate de Europese Gemeenschap groeide. Tegen 1980 was het online toegankelijk binnen de Commissie en later werd het ook opengesteld voor het publiek, wat een invloed had op moderne vertaaltechnologieën zoals IATE. 

## Geschiedenis en ontwikkeling

### Oorsprong met DICAUTOM
Eurodicautom is voortgekomen uit DICAUTOM (Dictionnaire Automatique), een project voor geautomatiseerd woordenboekbeheer dat tussen 1961 en 1963 werd ontwikkeld door de Groupe de Linguistique Automatique van de Université libre de Bruxelles (ULB) onder Euratom-contract nr. 018615 CETB. Dit project betrok onderzoekers zoals J.A. Bachrach, J. Blois, P. Decresy, F. Defijn, L. Hirschberg en J. Mommens. DICAUTOM was bedoeld om menselijke vertalers te ondersteunen door woordenboekopzoekingen te automatiseren, met behulp van een morfologisch analysesysteem ontwikkeld door Jacques Blois en lexicale keuzes gebaseerd op hoogenergetische fysica van L. Hirschberg, geïmplementeerd op vroege computers zoals de IBM 7090 en IBM 1620. Het werd geïnspireerd door onderzoek naar machinale vertaling aan de Georgetown University.
In juni 1963 was DICAUTOM voltooid, met een morfologisch analysesysteem ontwikkeld door Blois dat ambiguïteit verminderde door nauwkeurige, eenduidige vertalingen te bieden, waardoor tijdrovende contextuele opzoekingen overbodig werden. Dit werk werd erkend in het rapport van de National Science Foundation uit 1962, waarin de bijdrage aan automatische vertaling en linguïstische gegevensverwerking werd benadrukt. Een belangrijk onderdeel van dit systeem werd beschreven in Blois' werk uit 1962, Morphologie du français pour la traduction automatique, gepubliceerd onder Euratom, dat automatische Franse synthese mogelijk maakte en werd getest op de IBM 1620.

### De derde versie van DICAUTOM en de impact ervan
Een belangrijke evolutie van DICAUTOM vond plaats met de derde versie, gepresenteerd op COLING 1967 in Grenoble. Deze versie introduceerde verbeteringen in contextuele analyse en was geoptimaliseerd voor het Duits, wat een belangrijke mijlpaal markeerde in het beheer van meertalige terminologie. In tegenstelling tot de oorspronkelijke versie, die werkte op de IBM 1620 en IBM 7090, werd deze iteratie getest op de **IBM System/360 Model 40**, waardoor snellere woordenboekopzoekingen en efficiëntere morfologische analyse mogelijk waren.
Deze derde versie werd ontwikkeld als antwoord op de groeiende behoeften van vertalers binnen de Europese Gemeenschap, met de nadruk op automatische ophaling van meertalige terminologie terwijl ambiguïteit werd geminimaliseerd. De innovaties die in DICAUTOM III werden geïntroduceerd, hadden direct invloed op de ontwikkeling van Eurodicautom, dat in 1975 werd gelanceerd als een volwaardige operationele terminologiedatabase.
De successen van DICAUTOM werden opgemerkt in het ALPAC-rapport van 1966, dat de stand van het onderzoek naar machinale vertaling evalueerde en DICAUTOM erkende als een waardevol hulpmiddel voor vertalers, in tegenstelling tot volledig geautomatiseerde vertaalsystemen, die destijds nog met grote uitdagingen kampten. Het systeem werd ook genoemd in Victor H. Yngve’s artikel uit 1964 in Science, waarin de rol ervan in de evolutie van automatische informatieverwerking in Europa werd benadrukt.
De overgang van DICAUTOM naar Eurodicautom werd mogelijk gemaakt door het vermogen om op te schalen, waarbij een toenemend aantal talen en terminologische domeinen werd behandeld. Terwijl DICAUTOM zich richtte op **technische terminologie voor wetenschappelijke vertaling**, breidde Eurodicautom uit om juridische, economische en administratieve terminologie te dekken, waardoor het een hoeksteen werd van meertalige communicatie binnen de Europese Commissie.
Eurodicautom, officieel gelanceerd in 1975, erfde veel van de kerninnovaties van DICAUTOM, met name het morfologische analysesysteem, en werd progressief verbeterd om een groeiend aantal officiële Europese talen te ondersteunen.

### Uitbreiding en implementatie
Eurodicautom werd in 1975 geïntroduceerd om te voldoen aan de groeiende behoefte aan consistente terminologie binnen de Europese Economische Gemeenschap (EEG). Het evolueerde van een papieren systeem naar een digitale database. Tegen 1980 was het online toegankelijk binnen de Commissie, waarmee het een pionier werd in computerondersteunde vertaling (CAT). Naarmate de EEG uitbreidde, groeide het van zes naar elf talen, waaronder Deens, Nederlands, Engels, Frans, Duits, Grieks, Italiaans, Portugees, Spaans, Fins en Zweeds, met Latijn toegevoegd voor wetenschappelijke nomenclatuur in disciplines zoals botanie en zoölogie.
In de late jaren 1990 werden openbare gebruikersinterfaces toegevoegd, waardoor Eurodicautom gratis toegankelijk werd en een waardevolle bron werd voor vertalers, academici en professionals wereldwijd. Het bood meertalige dekking, domeinspecifieke terminologie (recht, economie, landbouw, wetenschap, technologie), contextuele informatie (definities, gebruiksnotities) en krachtige zoekfunctionaliteit, regelmatig bijgewerkt door experts van de Commissie.

## Impact en nalatenschap
Eurodicautom had een aanzienlijke invloed op de standaardisatie van terminologie binnen Europese instellingen, door juridische, technische en wetenschappelijke vertalingen in de lidstaten te stroomlijnen. Studenten van instellingen zoals Rennes University UFR2 (LEA-afdeling) droegen bij aan de ontwikkeling ervan, door de invoer te verbeteren terwijl ze praktische ervaring opdeden in vertaling en terminologiebeheer. De bijdragen van Jacques Blois en het DICAUTOM-project kregen internationale erkenning, met name in een artikel uit 1964 van Victor H. Yngve in Science, dat de morfologische analyse ervan noemde als onderdeel van de vooruitgang in automatische informatieverwerking in West-Europa.
In 2007 werd Eurodicautom geïntegreerd in IATE, dat werd uitgebreid naar alle 24 officiële EU-talen met verbeterde functies. Hoewel het niet langer in gebruik is, blijven de methodologieën van Eurodicautom—geworteld in de innovaties van DICAUTOM—moderne vertaal- en terminologiesystemen vormgeven. Het ontstond te midden van de golf van onderzoek naar machinale vertaling in de jaren 1950-1960 en illustreerde het potentieel van computationele hulpmiddelen om meertalige communicatie te ondersteunen, waarmee het een blijvende erfenis naliet in de toewijding van de EU aan taalkundige diversiteit.